# Occasjapyx californicus
Occasjapyx californicus är en urinsektsart som beskrevs av Filippo Silvestri 1948. Occasjapyx californicus ingår i släktet Occasjapyx och familjen Japygidae. Inga underarter finns listade i Catalogue of Life.